# شمع (خواننده)
شمع (انگلیسی: Pile; ۲ مهٔ ۱۹۸۸ – ) صداپیشه، و خواننده اهل ژاپن بود. وی از سال ۲۰۰۵ میلادی تاکنون مشغول فعالیت بوده‌است.